# White Eagle Aviation

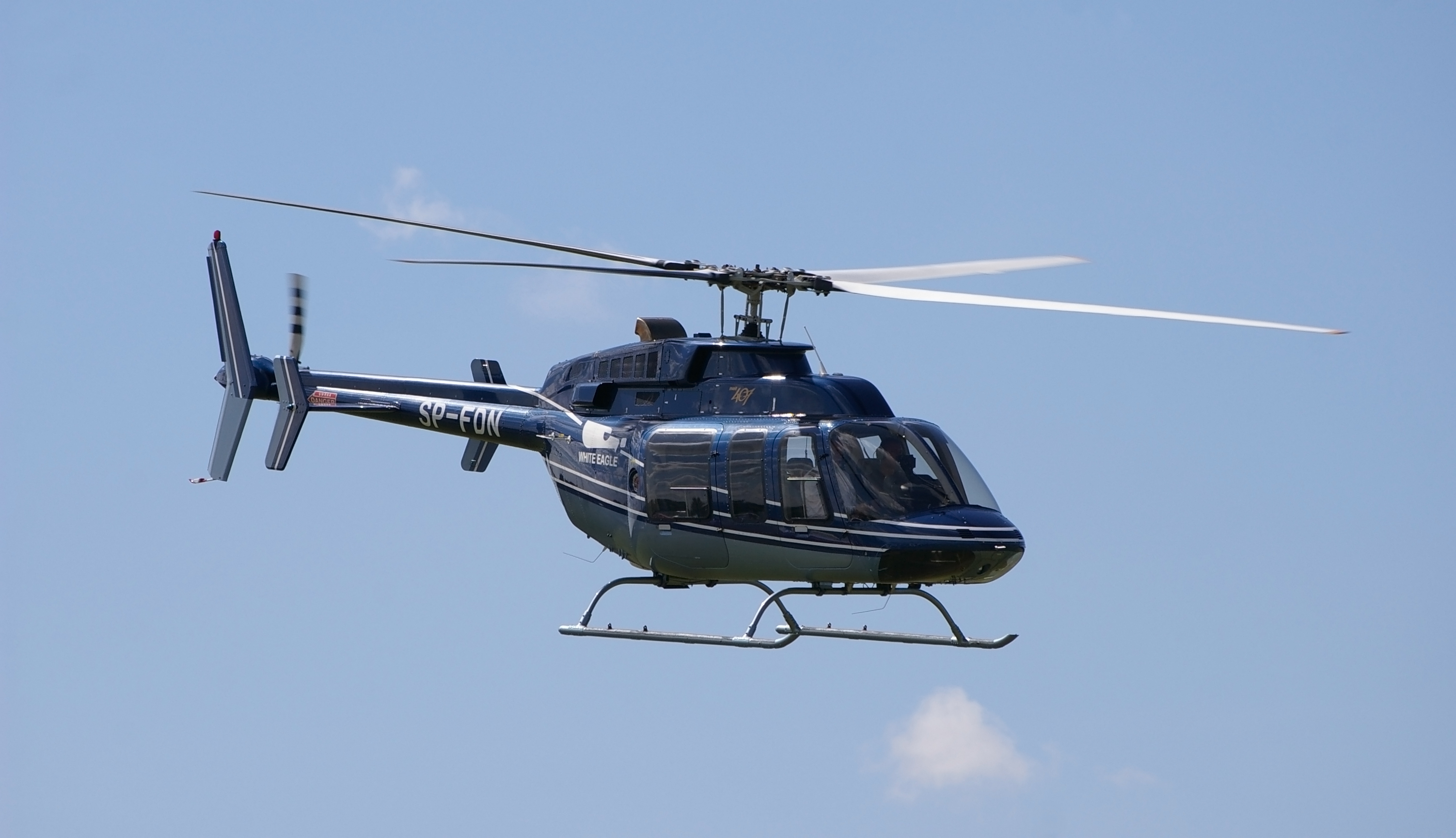
Un Bell 407 de la compañía aérea White Eagle Aviation

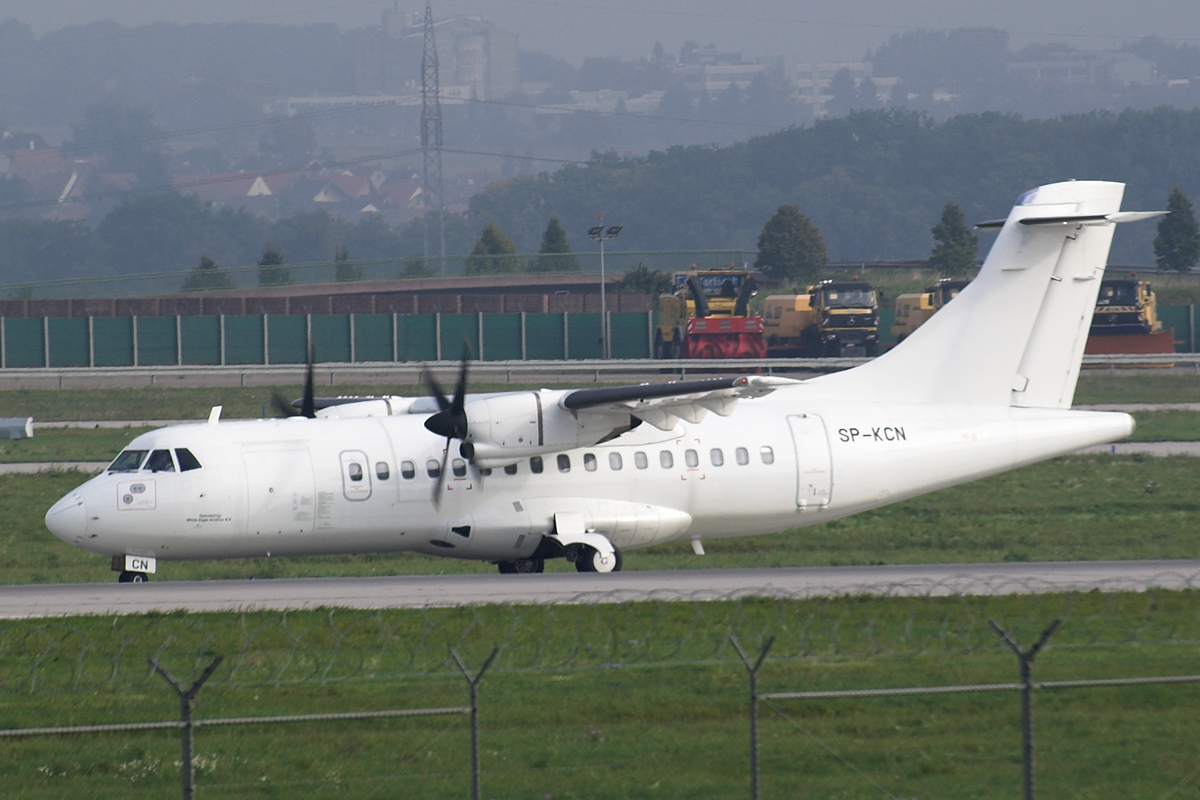
ATR 42 de White Eagle Aviation

White Eagle Aviation fue una aerolínea con sede en Polonia. Su base principal era el Aeropuerto de Varsovia-Chopin.

## Historia
La aerolínea se estableció en 1992 y comenzó a operar en 1993, inicialmente operando recorridos turísticos. En 1995 la empresa se trasladó al Aeropuerto de Varsovia-Chopin, iniciando vuelos regulares para UPS. La aerolínea era propiedad de Katarzyna Frank-Niemczycka (50%) y Zbigniew Niemczycki (50%). Hasta noviembre de 2007, Allan Fullilove (un inglés) fue presidente de WEA; en enero de 2008 se convirtió en director técnico de Kenya Airways. El último presidente de WEA fue Ewa Kołowiecka. Entre 2000 y 2003, WEA introdujo y operó una flota de aviones Boeing 737-400 y -800 en asociación con el operador turístico alemán TUI Group. Al mismo tiempo, WEA continuó el desarrollo de los aviones de carga, operando una flota de 7 Let-410 y ATR 42-300, así como helicópteros: Mi-8 y Bell 407. Después de 2004 se reestructuró la actividad de WEA, con un nuevo modelo de negocio de ser un proveedor de servicios AMI y unificación de la flota. De ahora en adelante, WEA se centró en la entrega de opciones completas de vuelos chárter, principalmente a aerolíneas, operadores turísticos y agencias de publicidad. Cooperaba principalmente a nivel B2B, pero también vendía capacidad a través de empresas de corretaje aéreo. Dejó de operar en 2010.

### Flywhoosh
White Eagle Aviation realizaba vuelos internos del Reino Unido que unían Dundee con Birmingham y Belfast, operados por un ATR42, en nombre de Flywhoosh.
Estos vuelos comenzaron el 29 de mayo de 2007, pero se suspendieron el 7 de diciembre de 2007. Flywhoosh y White Eagle Aviation se culparon mutuamente por la disputa y, según la Autoridad de Aviación Civil, White Eagle han declarado que ofrecerían reembolsos completos por todos los vuelos cancelados.

## Flota
La flota de White Eagle Aviation incluía las siguientes aeronaves (al 29 de septiembre de 2008): 
- 2 ATR 42-300
- 1 ATR 42-320
- 1 Raytheon Beech King Air 350

Anteriormente, la flota también había incluido 2 Let L-410.